# Rescripto Imperial a Soldados y Marineros

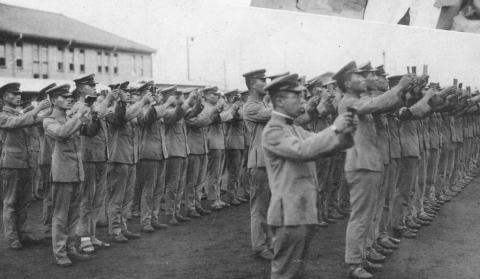
Lectura diaria del Rescripto Imperial a Soldados y Marineros, en el Colegio de Ingeniería del Ejército Imperial Japonés, 1939.

El Rescripto Imperial para Soldados y Marineros (軍人勅諭 Gunjin Chokuyu) fue el código oficial de ética para el personal militar, y se cita a menudo junto con el Rescripto Imperial sobre la Educación como base de la ideología nacional del Japón previo a la Segunda Guerra Mundial. Se requería que todo el personal militar memorizara el documento de 2.700 kanjis.
El Rescripto fue emitido por el emperador Meiji de Japón el 4 de enero de 1882. Fue considerado el documento más importante en el desarrollo del Ejército Imperial Japonés y la Armada Imperial Japonesa.

## Descripción
El Rescripto Imperial fue escrito principalmente por Inoue Kowashi y Yamagata Aritomo (dos de los Oligarcas Meiji), junto con algunos detalles estilísticos agregados por el periodista del gobierno federal Fukuchi Gen'ichiro.
El Rescripto fue presentado al Ministro de Guerra Yamagata Aritomo directamente por el Emperador Meiji en persona, en una ceremonia especial celebrada en el Palacio Imperial de Tokio. Esta acción sin precedentes estaba destinada a simbolizar el vínculo personal entre el Emperador y los militares, haciendo que los militares se convirtieran a todos los efectos, el ejército personal del Emperador. Poco después de la Rebelión de Satsuma, el Rescripto hacía hincapié en la lealtad personal absoluta de cada miembro del ejército al Emperador. El Rescripto también advertía al personal militar que evitase involucrarse con partidos políticos o la política en general, y que evitase ser influenciado por las opiniones actuales de los periódicos, lo que reflejaba la desconfianza de Yamagata en los políticos en particular y en la democracia en general. El Rescripto también recomendaba al personal militar ser frugal en sus hábitos personales (reflejando la tradición samurai) y respetuosos y benevolentes con los civiles (reflexionando sobre las tradiciones europeas de caballería). Sin embargo, la cláusula en la que se establecía que el ejército estaba subordinado a la autoridad civil no llegó al borrador final.
El Rescripto también contenía una serie de temas confucianos, incluido el "respeto apropiado a los superiores", y también se basaba en las influencias budistas, ya que "el soldado y el marino debían hacer de la simplicidad su objetivo". Un precepto famoso en el Rescripto Imperial a Soldados y Marineros decía que "el deber es más pesado que una montaña; la muerte es más ligera que una pluma".